# Marius Gierse
Marius Gierse ist ein professioneller deutscher Pokerspieler.

## Pokerkarriere
Gierse stammt aus Münster. Er spielt auf der Onlinepoker-Plattform PokerStars unter dem Nickname DEX888 und nutzt bei GGPoker seinen echten Namen.
Seine erste Geldplatzierung bei einem Live-Pokerturnier erzielte der Deutsche im März 2014 bei der European Poker Tour (EPT) in Wien. Im Juli 2016 war er erstmals bei der World Series of Poker (WSOP) im Rio All-Suite Hotel and Casino in Paradise am Las Vegas Strip erfolgreich und erreichte bei einem Turnier der Variante No Limit Hold’em den Finaltisch, den er auf dem mit über 130.000 US-Dollar bezahlten sechsten Rang beendete. Beim EPT-Main-Event in Prag saß er Mitte Dezember 2016 ebenfalls am Finaltisch und erhielt als Fünfter über 200.000 Euro. Im März 2018 gewann Gierse ein eintägiges High Roller der Asia Pacific Poker Tour (APPT) in Macau mit einem Hauptpreis von umgerechnet über 300.000 US-Dollar und wurde wenige Tage später Dritter beim APPT High Roller, was ihm knapp 70.000 US-Dollar einbrachte. Während der COVID-19-Pandemie beendete er im August 2021 ein Turnier der auf GGPoker ausgespielten World Series of Poker Online auf dem vierten Platz und erhielt rund 160.000 US-Dollar. Ebenfalls bei GGPoker belegte der Deutsche im September 2021 den mit 920.000 US-Dollar dotierten zweiten Platz bei den Super Million$ und entschied dasselbe Turnier im Februar 2022 für sich, wofür er den Hauptpreis von mehr als 1,2 Millionen US-Dollar erhielt. Im selben Monat gewann er auf PokerStars das Titans Event mit einem Hauptpreis von rund 140.000 US-Dollar. Bei der Super High Roller Series Europe im nordzyprischen Kyrenia entschied Gierse im April 2022 das dritte Turnier mit einer Siegprämie von 432.000 US-Dollar für sich und wurde einen Tag später bei einem Turboevent der Turnierserie Zweiter, wofür er rund 200.000 US-Dollar erhielt. Anfang Mai 2022 musste er sich beim EPT Super High Roller in Monte-Carlo nur Adrián Mateos geschlagen geben und sicherte sich für Platz zwei knapp eine Million Euro. Wenige Tage später setzte sich Gierse bei einem eintägigen High Roller der Turnierserie durch und erhielt aufgrund eines Deals eine Auszahlung von 400.000 Euro. Bei der WSOP 2022, die erstmals im Bally’s Las Vegas und Paris Las Vegas ausgespielt wurde, belegte er bei einem Turnier mit gemischten Varianten aus No-Limit Hold’em und Pot Limit Omaha den mit rund 425.000 US-Dollar dotierten zweiten Rang. Ende Januar 2023 gewann der Deutsche das Main Event der Lucky Hearts Poker Open in Hollywood, Florida, und erhielt aufgrund eines Deals mit drei anderen Spielern eine Auszahlung von 605.000 US-Dollar.
Insgesamt hat sich Gierse mit Poker bei Live-Turnieren mindestens mehr als 4,5 Millionen US-Dollar erspielt.